# Pozzi (Künstlerfamilie aus dem Tessin)
Pozzi ist eine Künstlerfamilie aus Bruzella, Castel San Pietro und Coldrerio im Süden des Schweizers Kanton Tessin sowie aus dem italienischen Valsolda am Luganersee.
Bekannte Mitglieder:
- Antonio Pozzi (* um 1525 in Coldrerio; † nach 1593 in Rom), Sohn des Filippo, Bauunternehmer, er beschäftigte weitere Familienmitglieder als Maurer, darunter Angelo, Giovanni und Tommaso Pozzi, die 1597 an der Lateranbasilika und am Vatikanpalast arbeiteten. Am 25. August 1593 unterzeichnete er einen Kontrakt mit der apostolischen Kammer für den Ausbau des von Sixtus V. begonnenen Palastes in Rom; zu dieser Arbeit verband er sich mit seinen Landsleuten Antonio Bolina, Ambrogio Lucca und Tommaso del Pozzo. In seinem Heimatdorf wird Antonio der Entwurf der Pfarrkirche San Giorgio zugeschrieben.[2][3]
- Filippo Pozzi (* um 1545 in Coldrerio; † nach 1605 in Rom), Sohn des Antonio, Architekt, er erbaute den Aquädukt und das Wassertheater für die Villa Aldobrandini des Kardinals Pietro Aldobrandini in Frascati.[4]
- Domenico Pozzi (* um 1560 in Coldrerio; † nach 1638 in Rom), Sohn des Donato, Bauunternehmer, Baumeister; 1583–1585 wird er für Bauarbeiten am Quirinalspalast in Rom bezahlt. Ferner war er ausführender Baumeister der Kirche Santissima Trinità dei Pellegrini.[5]
- Giacomo Pozzi (* um 1595 in Coldrerio (?); † nach 1677 in Trient), Architekt; er kam mit dem Architekten Bartolomeo Bianchi aus Coldrerio, mit dem er zuvor in Genua gearbeitet hatte, nach Trient, wo sie um 1640 das Karmeliterkloster Delle Laste erbauten. Er liess sich mit seiner Familie in Trient nieder.[6]
- Andrea Pozzo (auch: Puteis und Pozzi; * 30. November 1642 in Trient; † 31. August 1709 in Wien), Sohn des Giacomo, Maler und Architekt. Er verbrachte zwei Studienjahre in Como bei einem Schüler von Pier Francesco Mola aus Coldrerio.[7][8]
- Carlo Maria Pozzi (1676–1747), Tessiner Stuckateur, Arbeiten in Fulda, auf Schloss Berleburg, im Schloss Biebrich, der Burg Idstein (ca. 1714) sowie im Schloss Philippsburg in Ehrenbreitstein.
- Francesco Pozzi (1704–1789), Tessiner Stuckateur
Arbeiten (Beispiel): 1751–53 Stuck im Sommerrefektorium der Abtei Marchtal.[9]

- Joseph Anton Pozzi, Giuseppe Antonio P. (1732–1811), Tessiner Stuckateur. 
Seine teils in der Schweiz, teils in Deutschland geborenen Söhne waren ebenfalls bildende Künstler und in Deutschland und in den Niederlanden tätig:

- Francesco Antonio Pozzi (?)
- Maximilian Joseph Maria Pozzi, Massimiliano Giuseppe Maria P. (1770–1842), Bildhauer. 
Neben Werken in anderen deutschen Städten sind in Mannheim die Grabmäler von Georg Freiherr von Stengel und von August von Kotzebue sowie der von ihm mit restaurierte Marktplatzbrunnen sehr bekannte Arbeiten, darüber hinaus der Kapitellschmuck der Spitalkirche.
- Carlo Ignazio Pozzi (* 30. Juli 1766 in Mannheim; † 26. Juni 1842 in Dessau), Maler, Architekt und Bühnenbildner. 
Um 1791 Dekorateur in Frankfurt am Main, 1799 im Dienst des Herzogs von Nassau. Bühnenbildner in München, Dessau, Halle und Leipzig.

- Carlo Luca Pozzi (1734–1812), Tessiner Stuckateur.
- Domenico Pozzi (1745–1796), Historien- und Porträtmaler.